# Fredy Guarín
Fredy Alejandro Guarín Vásquez (Puerto Boyacá, 30 de junho de 1986) é um ex-futebolista colombiano que atuava como volante. 

## Carreira
Guarín iniciou sua carreira no Envigado, da Colômbia. 
Após ter sido emprestado ao Boca Juniors por uma temporada, chamou a atenção do Saint-Étienne, da França, onde se destacou por duas temporadas.  

### Porto

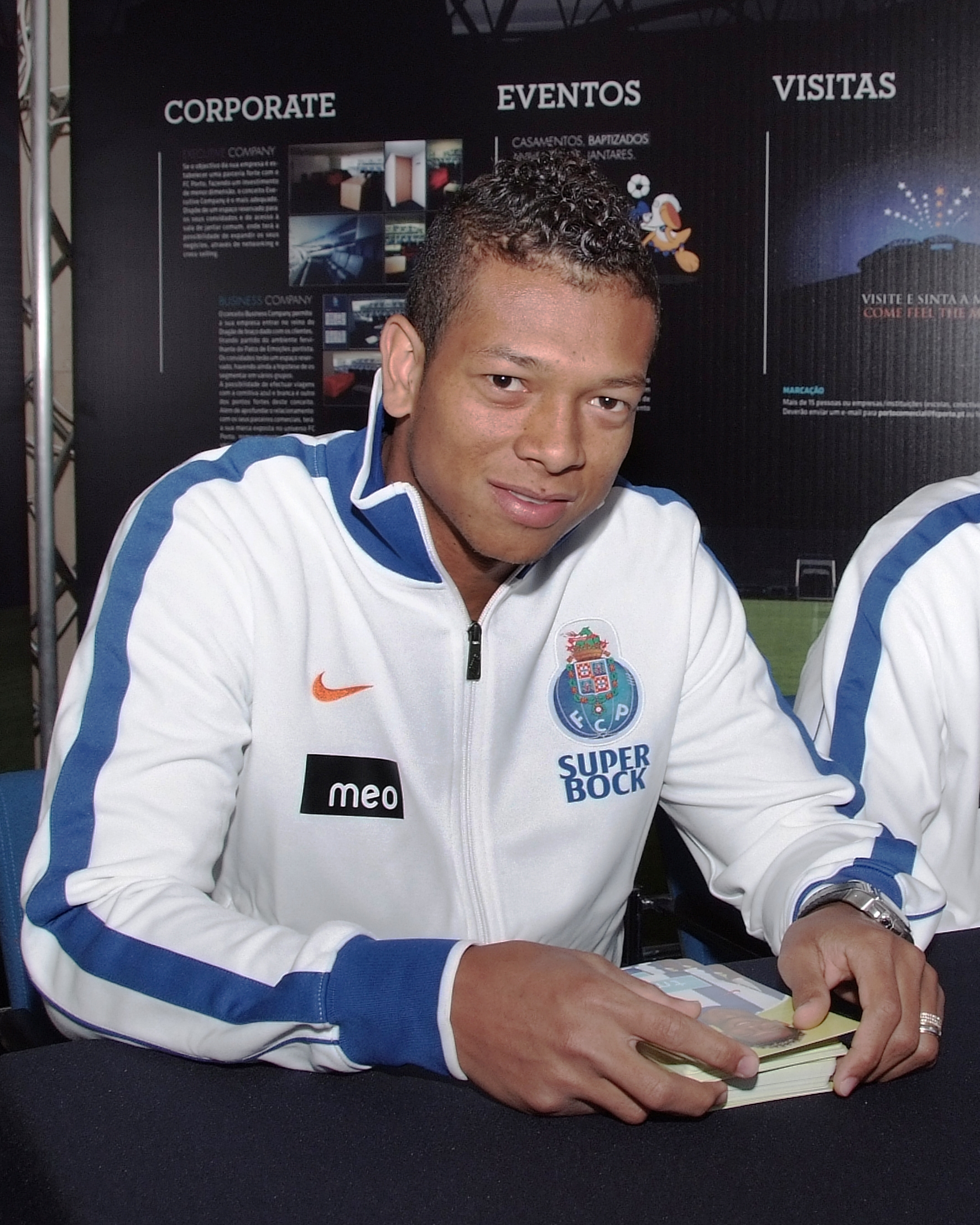
Guarín pelo Porto em 2011

De lá foi para o Porto, e ao lado de craques como Hulk, João Moutinho, James Rodríguez e Radamel Falcao García, foi um dos destaques do time que conquistou a Liga Europa de 2010–11. No clube português, o jogador atuou por três temporadas e meia, marcando um total de 21 gols em 117 partidas.

### Internazionale

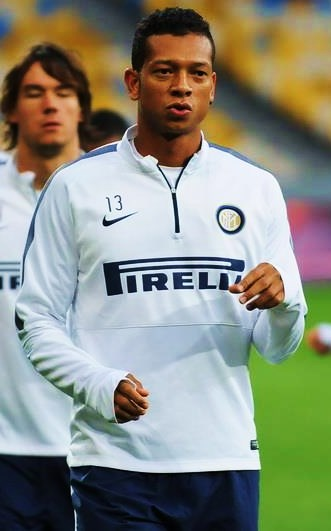
Guarín treinando com a Internazionale em 2014

Após o sucesso no clube português, transferiu-se para a Internazionale no dia 31 de janeiro de 2012. Inicialmente contratado por empréstimo, assinou em definitivo com a Inter no dia 17 de maio.
Teve destaque e viveu grande fase por quatro temporadas, mas não conquistou títulos no clube de Milão. No total, atuou em 141 jogos e marcou 23 gols.

### Shanghai Shenhua
No dia 27 de janeiro de 2016, foi anunciado pelo Shanghai Shenhua, da China, por 13 milhões de euros. Pelo Shanghai, atuou por mais três temporadas e conquistou uma Copa da China. Jogando mais avançado, como um segundo volante, teve sua melhor média de gols; marcou 26 em 100 partidas.

### Vasco da Gama

#### 2019
Foi anunciado como reforço do Vasco da Gama no dia 27 de setembro. O jogador assinou contrato até dezembro com o Cruzmaltino e logo foi regularizado para atuar no Campeonato Brasileiro.
Estreou pelo clube no dia 16 de outubro, entrando aos 38 minutos do segundo tempo na vitória sobre o Botafogo por 2 a 1, em São Januário, pela 26ª rodada do Brasileirão. No jogo seguinte, diante do Internacional, no Beira-Rio, Guarín entrou no segundo tempo, realizou boas jogadas e teve participação na vitória por 1 a 0 do Vasco. Marcou seu primeiro gol com a camisa cruzmaltina numa partida contra o Grêmio, pela 29ª rodada do Brasileirão, em uma cobrança de falta de longa distância onde acertou um forte chute contra o goleiro Paulo Victor. Contra o Goiás, pela 33ª rodada do Brasileirão, Guarín abriu o placar para o Vasco no primeiro tempo, porém a equipe Cruzmaltina viu a vitória escapar no último lance da partida, em um gol contra do zagueiro Oswaldo Henríquez. Pela 36ª rodada do Brasileirão, Guarín marcou o gol da vitória do Vasco diante do Cruzeiro.
No Cruzmaltino, Guarín recuperou o condicionamento físico, foi testado saindo do banco de reservas e rapidamente virou titular e principal nome da equipe comandada pelo então técnico Vanderlei Luxemburgo.

#### 2020
No dia 7 de fevereiro, após longas negociações, o clube anunciou a renovação de contrato do jogador por mais dois anos. Ao longo da temporada, Guarín passou por problemas pessoais e participou de apenas três jogos, antes de rescindir com o Vasco. No fim do ano, acertou sua ida ao Millonarios, da Colômbia.

### Millonarios
Foi anunciado pelo Millonarios no dia 31 de dezembro de 2020. Aos 34 anos, o jogador assinou por uma temporada com o clube colombiano.

## Seleção Nacional
Estreou pela Seleção Colombiana principal no dia 24 de maio de 2006, em um amistoso contra o Equador. Ele fez parte do elenco da Seleção Colombiana que disputou a Copa América de 2011 e a Copa do Mundo FIFA de 2014.

## Prisão
No dia 1 de abril de 2021, Guarín foi preso por agredir o próprio pai e outros parentes.

## Títulos
Porto
- Primeira Liga: 2008–09, 2010–11 e 2011–12
- Taça de Portugal: 2008–09, 2009–10 e 2010–11
- Supertaça Cândido de Oliveira: 2009, 2010 e 2011
- Liga Europa da UEFA: 2010–11

Shanghai Shenhua
- Copa da China: 2017

Seleção Colombiana
- Campeonato Sul-Americano Sub-20: 2005